# Juliusz Słowacki
Juliusz Słowacki, né le 4 septembre 1809 à Kremenets et mort le 3 avril 1849 à Paris, est un des poètes romantiques polonais les plus célèbres, auteur de poésies lyriques, d’œuvres dramaturgiques et de textes mystiques. Avec Adam Mickiewicz, Cyprian Kamil Norwid et Zygmunt Krasiński, il est considéré comme un des plus grands poètes et dramaturges polonais qui imprégna profondément la conscience nationale, façonna la manière de sentir et de penser de générations entières. Dans son messianisme romantique, il exprime l’idée qu’à travers l’Histoire, l’humanité, et en particulier la nation polonaise, par la souffrance, le sacrifice et l’engagement, doit se perfectionner pour tendre à l’idéal divin.

## Biographie

### Jeunesse en Pologne
Słowacki est né en 1809 à Kremenets (en polonais, Krzemieniec), en Volhynie, qui faisait autrefois partie de la république des Deux Nations, mais qui faisait alors partie de l'Empire russe et qui se trouve aujourd'hui en Ukraine.
Son père, Euzebiusz Słowacki, est un noble polonais du blason de Leliwa (en), qui enseignait la rhétorique, la poésie, la langue polonaise et l'histoire de la littérature. Il est mort en 1814, Juliusz n'a alors que cinq ans. Sa mère, Salomea Słowacka (née Januszewska, une noble d'ascendance contestée), était peut-être d'origine arménienne.
Juliusz Słowacki est imprégné depuis son enfance par l’art et l’esprit littéraire. Il ne trouvera jamais de soutien chez son beau-père August Bécu, second mari de sa mère, professeur de médecine à l’Université de Vilnius. Il grandit entouré des soins d'une mère qu'il aime d'une passion presque maladive.
Après des études au lycée de Krzemieniec, puis de droit à l’université de Vilnius où il rencontre Ludwika Śniadecka, son amour de jeunesse qui lui inspira quelques-uns de ses premiers poèmes, Słowacki se rend à Varsovie. Conformément à la volonté de sa mère, il se consacre à la carrière de diplomate au sein du Ministère des Finances.

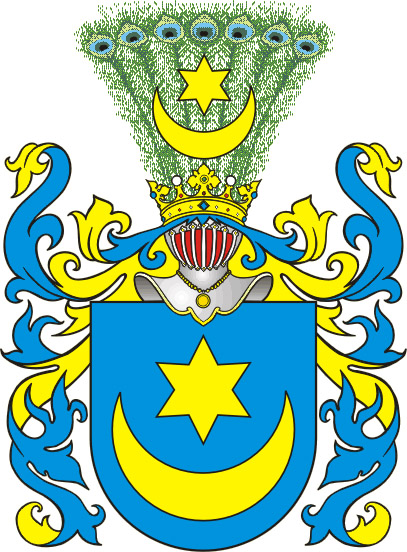
Blason du clan Leliwa.

En 1830, la Pologne, divisée entre la Russie, la Prusse et l’Autriche, n’existe plus. Mais la nation polonaise opposée à cette situation prépare de nouveau une insurrection nationale avec, à sa tête, les étudiants de l’École militaire de Varsovie. Juliusz Słowacki, en tant que membre d’une mission diplomatique à Dresde, Paris, le Havre et Londres, ne participe pas à ce mouvement patriotique. Mais malgré son absence de Varsovie, il tisse des liens avec les insurgés en créant deux poèmes Bogurodzica et Kulig. Le thème patriotique ou indépendantiste sera central dans son œuvre. Plus tard, dans son poème manifeste Mon Testament, Słowacki préconisera que ses héritiers « aillent mourir les uns après les autres, comme des pierres lancées par Dieu contre un rempart ». 
Après la défaite de l'insurrection en septembre 1831, Słowacki, comme nombre de ses compatriotes, restera exilé jusqu'à sa mort. 

### Pérégrinations et créations
Le départ de la maison familiale est le début d'une série de pérégrinations que Słowacki lui-même décrit en détail dans une correspondance suivie avec sa mère à laquelle il est profondément attaché. Cette correspondance commence encore à Varsovie en 1830 et s'achève un mois avant la mort du poète.  
Le premier séjour de Słowacki à Paris est relativement bref mais marqué par la publication de ses deux premiers volumes de poésie (Poezje) et la rencontre avec son aîné et rival Adam Mickiewicz. Ses premières parutions n’ont pas le succès attendu, et le commentaire de Mickiewicz qui compare la poésie de Słowacki à une « belle église mais sans Dieu » le blesse profondément. Amer envers Mickiewicz dont la gloire lui fait ombrage et à qui il en veut d'avoir fait de son beau-père, le Docteur Bécu, un personnage odieux des Aïeux, Słowacki quitte Paris pour Genève juste après Noël 1832 et s'installe dans la pension de Madame Pattey aux Pâquis. 

#### Période suisse
La période suisse est riche d'un point de vue créatif. Słowacki aborde des thèmes romantiques classiques, inspirés notamment de Lord Byron (Lambro), orientalistes et intimistes (poèmes lyriques tels que L'heure des pensées, Séparation, En Suisse), ainsi que des drames (Kordian et première version de Balladyna).

##### Kordian
Ce drame publié sans nom d'auteur à Paris en 1834, campe un héros déraciné que le premier acte montre errant de Londres à la cour vaticane, méditant au sommet du mont Blanc, sans illusions sur la gloire, l'amour, l'altruisme ou la religion, mais décidé à libérer sa patrie de l'oppression. Kordian décide de tuer le tsar, le jour du couronnement de celui-ci à Varsovie comme roi de Pologne. Mais ses compatriotes sont prêts à toutes les soumissions. Il agit donc seul. Parvenu jusqu'au seuil de la chambre royale, il s'évanouit, est pris et condamné. Ainsi, ni l'individu héroïque jusqu'au sacrifice que Mickiewicz avait glorifié dans son Konrad Wallenrod (1828) ni le martyre rédempteur célébré dans les Aïeux (1832) ne suffisent à sauver une nation ou à lui redonner une âme, affirme Słowacki. Attaque violente contre les illusions romantiques qu'incarne Mickiewicz, mais aussi drame puissant qui mêle dans un style shakespearien le rire et l'émotion tragique, Kordian témoigne de la maîtrise souveraine qu'atteint Słowacki dès ses débuts au théâtre. 

##### Balladyna
Dans la tragédie Balladyna, Słowacki mêle Shakespeare - aussi bien celui des ténèbres du crime que celui des esprits de la nature - à la ballade populaire et aux vieilles légendes nationales. Ainsi, Balladyna tue sa sœur pour être sûre d'épouser Kirkor, un seigneur : son front porte alors une tache indélébile - comme la main de lady Macbeth. Elle repousse sa mère, qui en perd à moitié la raison - comme Lear. Quant à l'ondine Goplana, elle est éprise de Grabiec, un mortel amoureux de Balladyna ; il la repousse et elle le métamorphose en saule pleureur. La criminelle, à la fin, sera châtiée par le ciel lui-même.
Balladyna (1835) et Lilla Weneda (1839), drames où Słowacki cherche moins à évoquer les origines mythiques de la nation polonaise qu'à dresser le tableau des vertus et des défauts éternels de sa nation tels qu'ils se sont manifestés lors de l'insurrection de 1830 sont suivis par deux drames aux couleurs historiques : Horsztynski (1835) et Mazeppa (1840) ; Fantazy (1841) est à peine plus réaliste. Dans toutes ces œuvres reviennent comme une obsession les thèmes du souvenir lancinant de la tragédie polonaise de 1830, de la nation polonaise martyre, du héros romantique dont l'action échoue. Magnifiquement écrites, mais peu soucieuses des exigences de la scène, interdites par l'occupant tant russe que prussien ou autrichien, ces pièces ne sont jamais jouées du vivant de Słowacki.
La période suisse de Słowacki s'accompagne aussi de quelques turbulences sentimentales, principalement du fait d'Églantine Pattey, la fille de la propriétaire de la pension. Słowacki, considéré comme un membre de la famille et un prétendant potentiel à la main d’Eglantine, fait connaissance de Maria Wodzińska, future fiancée de Frédéric Chopin, dont il tombe amoureux. La situation dans la pension devint plus tendue  et il semblerait que c'est pour fuir ces turbulences que Słowacki décide de passer l'été 1835 à Veytaux, puis de quitter la Suisse pour l’Italie en février 1836. 

#### L'Italie, le Liban et la Terre sainte
Słowacki arrive d'abord à Rome vers le 22 février 1836 où il rejoint sa demi-sœur Hersylia en voyage avec son mari Teofil Januszewski. Il y fait surtout la connaissance et se lie d'amitié avec Zygmunt Krasiński, un autre poète romantique majeur. En juin 1836, Słowacki quitte Rome pour Naples et, fin août, il entreprend un voyage romantique en Orient. Il s'arrête notamment en Grèce et à Alexandrie et atteint son objectif, Jérusalem début 1837. Il passe la nuit du 14 au 15 janvier au Saint-Sépulcre. Ce voyage inspire un long poème, Podroż do ziemi świętej z Neapolu (Voyage en Terre sainte au départ de Naples, 1866), dont le fragment le plus célèbre est Grob Agamemnona,  Le tombeau d'Agamemnon, chargé de somptueuses invectives contre le faux héroïsme de ses compatriotes. Le poète exprime sa colère contre le « peuple triste d'ilotes » en opposant ses compatriotes humiliés aux Spartiates héroïques de Leonidas.
Après Jérusalem, Słowacki séjourne pendant une quarantaine de jours au monastère de Saint-Antoine de Padoue à Ghazir au Liban. Il y écrit Anhelli. De retour en Italie en juin 1837, Słowacki s'installe à Florence, où il fréquente notamment le salon de Charlotte Bonaparte avec qui il se lie d'amitié. L'arrestation de la mère du poète à Wilno et de nouvelles complications sentimentales précipitent son départ de Florence pour Paris, où il arrive en décembre 1838. 

##### Beniowski
Après son retour à Paris, Słowacki publie plusieurs œuvres majeures, en particulier Anhelli (1838), longue prose biblique sur les Polonais déportés en Sibérie pour leur patriotisme, dans lequel apparaît déjà le messianisme d'une rédemption par la souffrance, et Beniowski (1841) long poème qui mêle la satire et la polémique à la poésie la plus haute, est le seul grand succès que Słowacki connaît de son vivant. Composé sur le modèle du Don Juan de Byron, écrit en strophes de huit vers (ottava rima) à l'imitation de la poésie épique italienne (l'Arioste). À partir du personnage historique de l'aventurier hongrois Maurice Beniowski (1741-1786) qui combattit les Russes, fut déporté au Kamchatka, d'où il s'échappa en enlevant la fille du gouverneur, voyagea en Chine, au Brésil et aux États-Unis et fut « roi » de Madagascar, Słowacki campe le portrait du poète romantique, commente sa rivalité avec Mickiewicz et démonte avec ironie le mécanisme de la création esthétique.
La rivalité de Słowacki avec Adam Mickiewicz culmine alors avec leur « duel des improvisations » lors d'un dîner organisé en l'honneur de Mickiewicz par le libraire polonais Januszkiewicz à Noël 1840.
La suite est marquée par un mysticisme grandissant, partiellement dû à sa rencontre avec Andrzej Towiański en 1842, guide spirituel et fondateur du « Cercle de la Cause de Dieu ». Cependant, Słowacki quitte rapidement le Cercle qu'il juge pro-russe, et développe sa propre philosophie mystique. Des drames (le Père Marc, 1843 ; le Songe d'argent de Salomé, 1843 ; le Prince constant, 1844, imité de Calderon), et deux longues œuvres prophétiques (la Genèse par l'Esprit, prose poétique, 1844 ; le Roi-Esprit, rhapsodie lyrique, 1847) en sont le couronnement.

### Mort
Słowacki souffre de tuberculose et la maladie progresse rapidement entre l'été 1848 et le printemps 1849 comme l'attestent les courtes lettres à son médecin. Miné par la souffrance, il tente pourtant de rejoindre son pays lors du Printemps des peuples, mais revient à Paris pour y mourir, laissant de nombreuses œuvres inachevées. Il meurt le 3 avril 1849 dans son appartement parisien de la rue de Ponthieu. Il est inhumé le 5 avril au cimetière de Montmartre, en présence d'une vingtaine de proches dans un tombeau orné d’un médaillon de Władysław Oleszczyński.

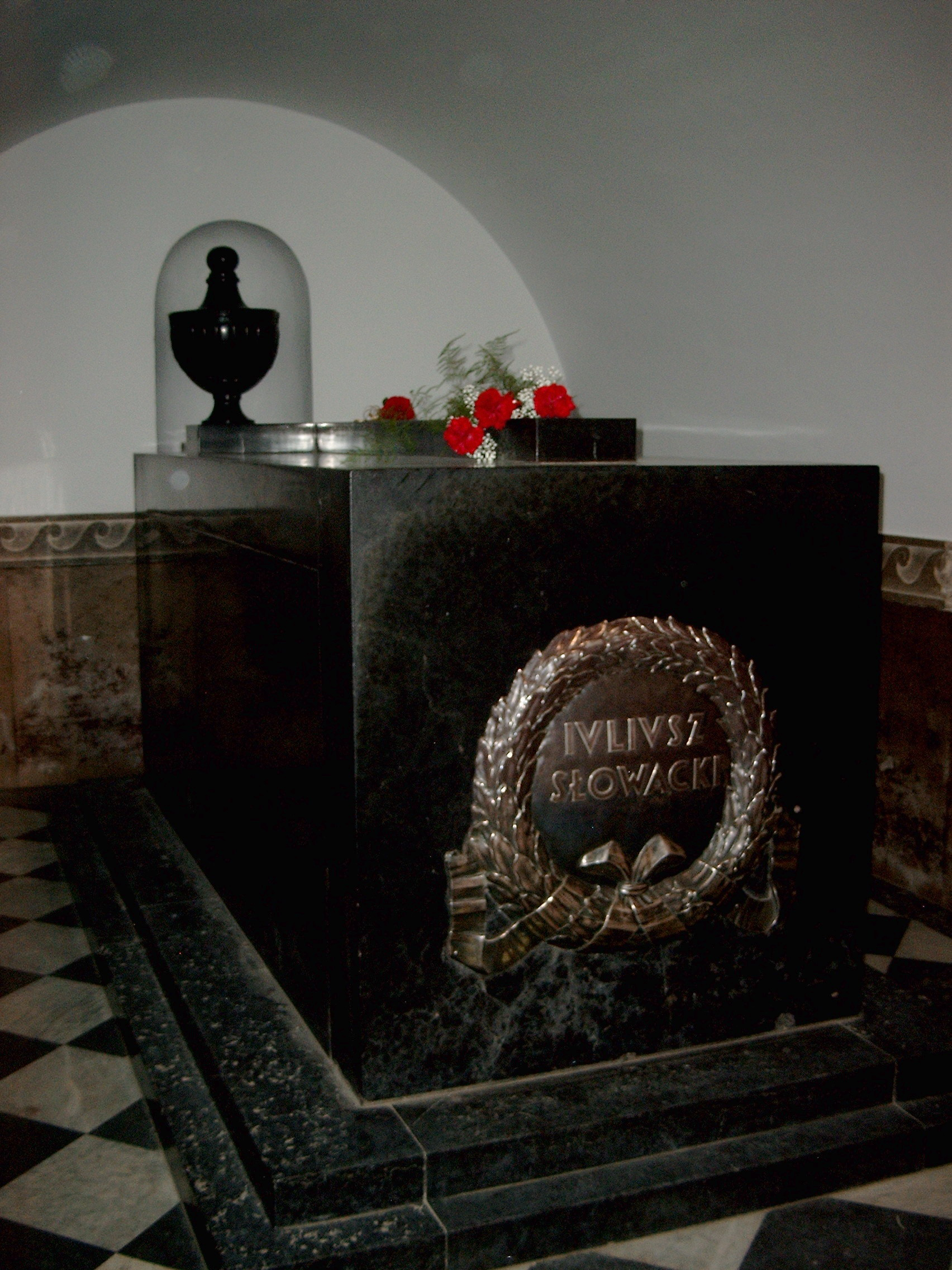
Tombe de Juliusz Słowacki à la cathédrale de Wawel à Cracovie

Le 14 juin 1927, ses restes sont exhumés, puis transportés en Pologne, pour être inhumés le 28 juin dans la crypte dite des poètes de la cathédrale de Wawel à Cracovie. Il a rejoint le grand poète Adam Mickiewicz, transféré du cimetière de Montmorency en 1890. Lors de la cérémonie, le maréchal Piłsudski le dit « l'égal des rois ».

## Œuvre

### Drames
- Maria Stuart
- Kordian (1834, joué en 1899)
- Balladyna (1835, publié en 1839, joué en 1862)
- Horsztyński (1835, publié en 1866)
- Mazepa (1840, joué en hongrois en 1847, joué en polonais en 1851)
- Lilla Weneda (1840, joué en 1863)
- Fantazy (1841, publié en 1866, joué en 1867)
- Sen srebrny Salomei (« Le Rêve d'argent de Salomé », 1844, joué en 1900)
- Książę Niezłomny (1844, joué en 1874)
- Samuel Zborowski (1845, publié en 1903, joué en 1911)

### Poésie
- W Szwajcarii (En Suisse, 1839)
- Król-Duch (le Roi-Esprit, publié partiellement en 1847 et intégralement en 1925)
- Podroż do ziemi świętej (Voyage en Terre sainte, 1866)
- Anhelli (1838)
- Beniowski (1841)

## Hommages

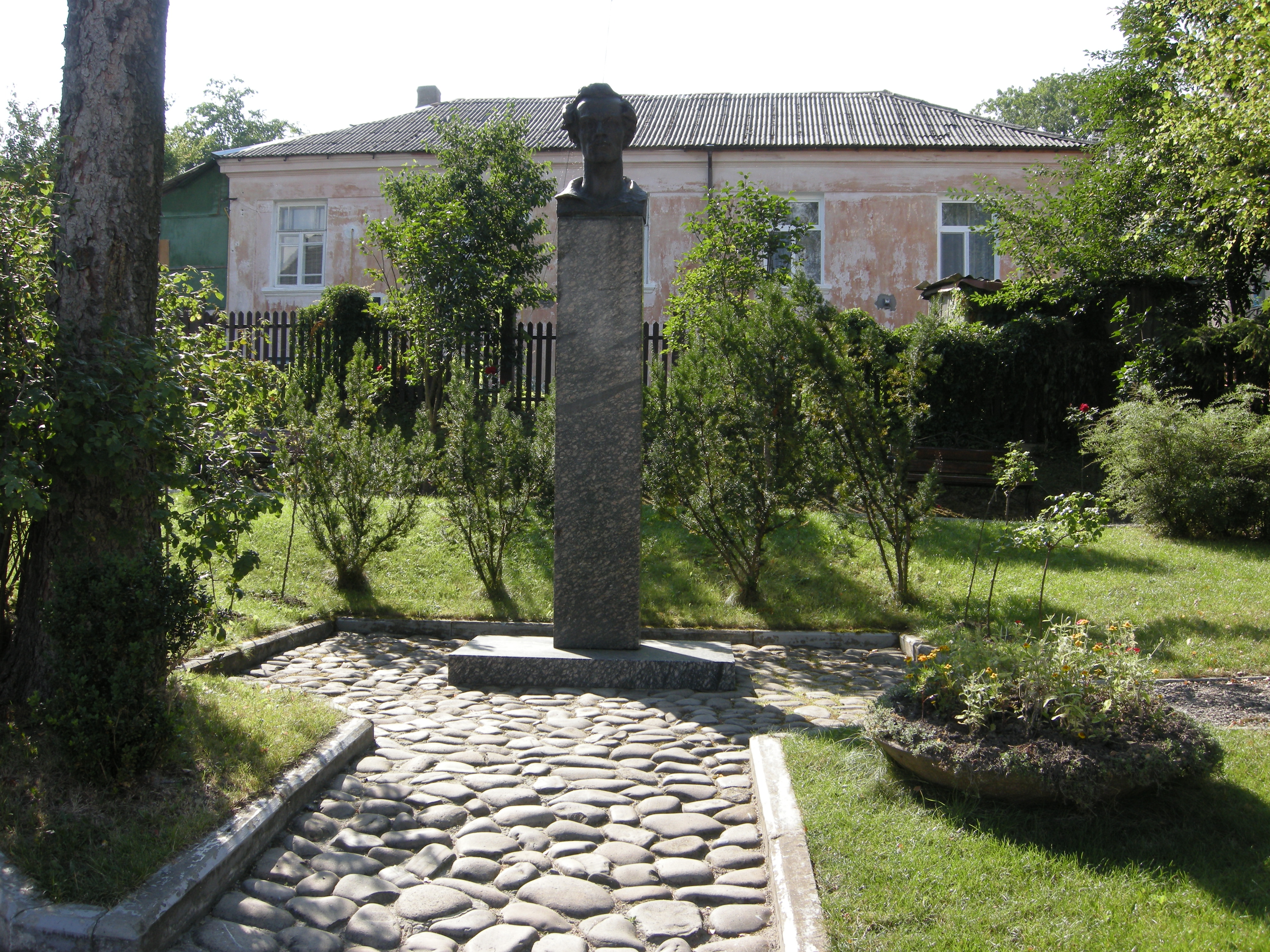
Un buste à Kremenets.

Son œuvre poétique n'est pas sans analogie avec celle de Shelley. Sa poésie s'achemine vers une exubérance toujours plus grande de sons et de couleurs. Elle appréhende l'ineffable dans la musique du vers et de l'image. Słowacki dépasse ainsi les limites du romantisme et donne dans le symbolisme. Son mysticisme connaît un renouveau d'intérêt auprès du public polonais en ce début du xxie s 
Le style de Słowacki est caractérisé par l'évocation de couleurs vives comme le rouge, le doré et l'argenté, et de lumières irisées et diaphanes. Cela tend à rendre ses images éthérées et abstraites, au contraire de Mickiewicz, qui tend vers les évocations concrètes et picturales. Słowacki manie des formes poétiques variées, y compris le poème en prose (en particulier dans les œuvres mystiques). Une de ses créations originales est le "poème digressif" (Voyage en Terre sainte, et surtout Beniowski) structure narrative en vers entremêlée d'anecdotes personnelles et de réflexions autour de thèmes fondamentaux. 
Il fut adulé en particulier par la génération symboliste qui voyait en lui le plus grand des romantiques. Il inspira aussi certains poètes polonais de l'entre deux guerres, comme le classicisant Jan Lechoń. Pendant la deuxième guerre mondiale, l'expression "Des pierres du rempart" fut reprise comme titre d'un livre sur la résistance. Pour la génération d'après-guerre il apparaît comme un véritable prophète national grâce à son poème Le Pape Slave (1848). Dans ce poème relativement court, il annonce l’avènement d'un Pape Slave qui serait une sorte de prophète des temps modernes. Il est difficile alors de ne pas penser à Jean-Paul II. 
Ses œuvres dramatiques mirent du temps à atteindre les planches des théâtres à cause de la censure qui empêchait leur représentation dans la Pologne occupée par les puissances étrangères, mais aussi du fait de la difficulté intrinsèque à les mettre en scène. Depuis, ses pièces sont régulièrement jouées en Pologne.
Un musée Juliusz Słowacki se trouve à Kremenets. Un monument à Juliusz Słowacki a été érigé en 2001 devant le Palais du Ministre du Trésor à Varsovie.